# Christian Bartholomae
Friedrich Christian Leonhard Bartholomae, född 21 januari 1855 i Forst nära Baireuth, död 9 augusti 1925 i Langeoog, var en tysk språkforskare.
Bartholomae var professor i Heidelberg 1909-24, och tillsammans med Friedrich Carl Andreas en av samtidens främsta företrädare för den iranska språkforskningen. Bartholmoaes forskningar gällde främst det forniranska språkmaterialet. Hans förnämsta verk på området är Altiranisches Wörterbuch (1904, med en efterskrift 1906). 
Andra hithörande arbeten är Das altiranische Verbum in Formenlehre und Syntax dargestellt (1878), Handbuch der altiranischen Dialekte (1883), Arische Forschungen (1886-87), samt Vorgeschichte der iranischen Sprachen och Awestasprache und Altpersisch i Grundriss der iranischen Philologie (1895-96). 
Dessutom utgav han 1879 och 1905 översatte de avestiska gāthās. Av allmän indoeuropeisk karaktär är Studien zur indogermanischen Sprachgeschichte (1890-91). Bartholomae har även genom sina studier Über ein sasanidisches Rechtsbuch (1910), Zum sasanidischen Recht (1918-23) samt Nur Kenntnis der mitterliranischen Mundarten (1916-25 i Sitzungsbericht der Heidelberger Akademie der Wissenschaft lämnat bidrag även till pehlevifilologin.